# Pieter Jacobs
Pieter Jacobs (Brasschaat, 6 giugno 1986) è un ex ciclista su strada belga.

## Palmarès

### Strada
- 2004 (Juniores, tre vittorie)

4ª tappa Giro della Toscana (Lamporecchio > Lamporecchio)
Classique des Alpes Junior
Curitas Classic Diegem
- 2005 (Amuzza.com-Davo, una vittoria)

2ª tappa Tour de la Province de Namur (Alle > Bièvre)
- 2013 (Topsport Vlaanderen, due vittorie)

Omloop van het Waasland
Schaal Sels
- 2018 (Hubo-Aerts Action Bike, una vittoria)

Classifica generale Ronde van Vlaams-Brabant
- 2019 (Hubo-Titan Cargo, due vittorie)

1ª tappa Arden Challenge (Érezée > Érezée)
1ª tappa Ronde van Vlaams-Brabant (Hakendover > Hakendover)

#### Altri successi
- 2006 (Unibet-Davo)

Classifica giovani Vuelta a Navarra
- 2014 (Topsport Vlaanderen)

Buggenhout-Opstal
- 2016 (Crelan-Vastgoedservice)

Criterium Beerzel
- 2018 (Hubo-Aerts Action Bike)

Meer-Hoogstraten
Grand Prix Fernand Destoquay
Memorial Staf Segers
Borsbeek Individueel
Criterium Kieldrecht
- 2019 (Hubo-Titan Cargo)

Lommel-Lutlommel
Kampioenschap van het Waasland
Criterium Brasschaat
Criterium Booischot

## Piazzamenti

### Grandi Giri
- Giro d'Italia

2009: 130º
- Vuelta a España

2008: 91º

### Classiche monumento
- Giro delle Fiandre

2010: ritirato
2011: 89º
2012: 51º
2013: 99º
- Liegi-Bastogne-Liegi

2008: 105º
2009: 112º
2011: ritirato
2012: ritirato
2013: 127º
2014: 100º

### Competizioni mondiali
- Campionati del mondo

Hamilton 2003 - In linea Junior: 6º
Verona 2004 - In linea Junior: 5º
Madrid 2005 - In linea Under-23: 10º
Valkenburg 2012 - Cronosquadre: 25º
Toscana 2013 - Cronosquadre: 22º
Ponferrada 2014 - Cronosquadre: 17º
Richmond 2015 - Cronosquadre: 16º

### Competizioni europee
- Campionati europei

Mosca 2005 - In linea Under-23: 27º
Valakenburg 2006 - In linea Under-23: 35º